# 묘지역
묘지역(일본어: 妙寺駅, みょうじえき)은 일본 와카야마현 이토군 가쓰라기정에 있는 서일본 여객철도의 철도역이다.

## 역 구조
2면 2선 구조의 지상역으로, 교행 시설이 갖추어져 있다. 역사 쪽 승강장이 하행 승강장이고, 반대쪽 상행 승강장과는 과선교로 연결되어 있다.
하시모토 역이 관리하는 무인역이다.

### 승강장
| 1 | ■ 와카야마 선 | 고카와 · 와카야마 방면 |
| 2 | ■ 와카야마 선 | 하시모토 · 고조 방면   |

## 역사
- 1900년 11월 25일 - 기와 철도 하시모토 역 ~ 고카와 역 구간의 개통과 함께 개업.
- 1907년 10월 1일 - 국유화에 따라 일본국유철도의 소속이 되었다.
- 1987년 4월 1일 - 민영화에 따라 서일본 여객철도의 소속이 되었다.

## 인접역
| 서일본 여객철도 와카야마 선 | 서일본 여객철도 와카야마 선 | 서일본 여객철도 와카야마 선 |
| --------------------------- | --------------------------- | --------------------------- |
| 나카이부리 오지 방면        | ■ 와카야마 선               | 오타니 와카야마 방면        |